# Giacomo Conti
Pour les articles homonymes, voir Conti.
Giacomo Conti, né le 24 juin 1918 à Palerme et décédé le 8 juillet 1992 à Vérone, est un bobeur italien.

## Biographie
Avec le pilote Lamberto Dalla Costa, Giacomo Conti surprend en étant sacré champion olympique de bob à deux aux Jeux olympiques d'hiver de 1956 organisés à Cortina d'Ampezzo en Italie, devant l'autre bob italien piloté par Eugenio Monti,.

## Palmarès

### Jeux Olympiques
- : médaillé d'or en bob à 2 aux JO 1956.